# John Morris (curling)
John Morris (Winnipeg, 16 de diciembre de 1978) es un deportista canadiense que compite en curling.
Participó en tres Juegos Olímpicos de Invierno, obteniendo dos medallas, oro en Vancouver 2010 (equipo masculino) y oro en Pyeongchang 2018 (mixto doble), y el quinto lugar en Pekín 2022 (mixto doble).
Ganó tres medallas en el Campeonato Mundial de Curling entre los años 2008 y 2015.

## Palmarés internacional
| Juegos Olímpicos   | Juegos Olímpicos             | Juegos Olímpicos  | Juegos Olímpicos |
| Año                | Lugar                        | Medalla           | Prueba           |
| ------------------ | ---------------------------- | ----------------- | ---------------- |
| 2010               | Vancouver (Canadá)           | Medalla de oro    | Equipo           |
| 2018               | Pyeongchang (Corea del Sur)  | Medalla de oro    | Mixto doble      |
| Campeonato Mundial |                              |                   |                  |
| Año                | Lugar                        | Medalla           | Prueba           |
| 2008               | Grand Forks (Estados Unidos) | Medalla de oro    | Equipo           |
| 2009               | Moncton (Canadá)             | Medalla de plata  | Equipo           |
| 2015               | Halifax (Canadá)             | Medalla de bronce | Equipo           |